# Thomas Lawrence
Thomas Lawrence (Bristol, 13 de abril de 1769-Londres, 7 de enero de 1830) es considerado como uno de los mejores retratistas ingleses de su generación. Niño prodigio, fue casi por entero autodidacta, aunque pasó algún tiempo como alumno en la Royal Academy de Londres.

## Biografía

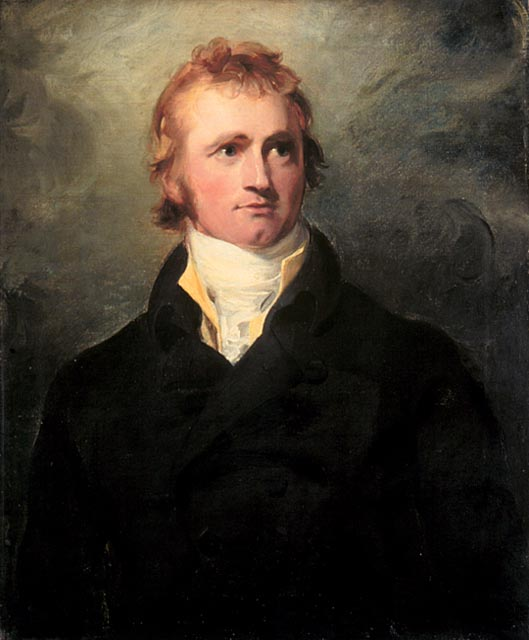
Alexander MacKenzie de Thomas Lawrence (c.1800), en la National Gallery of Canada.

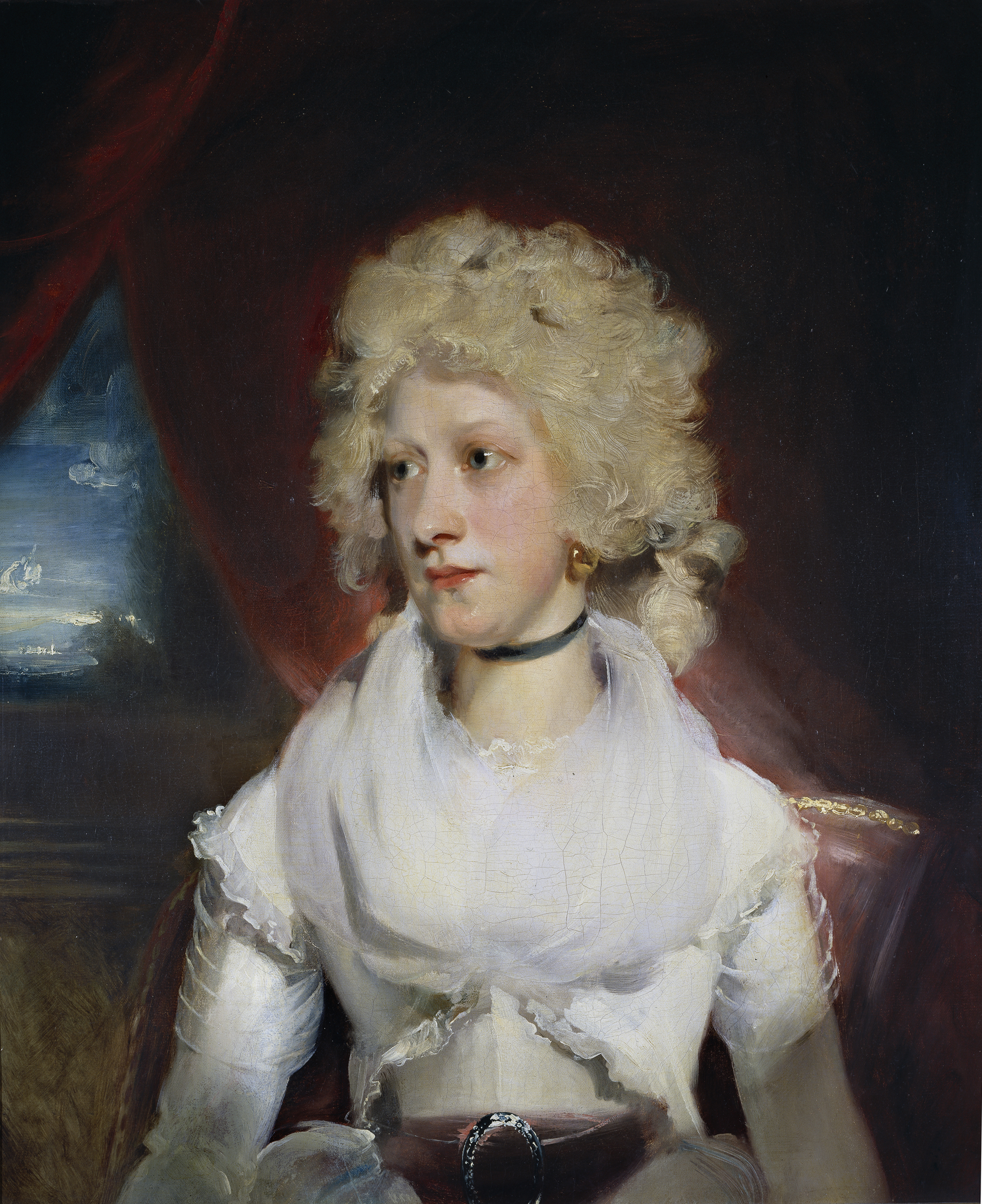
Miss Marthe Carr (Museo del Prado).

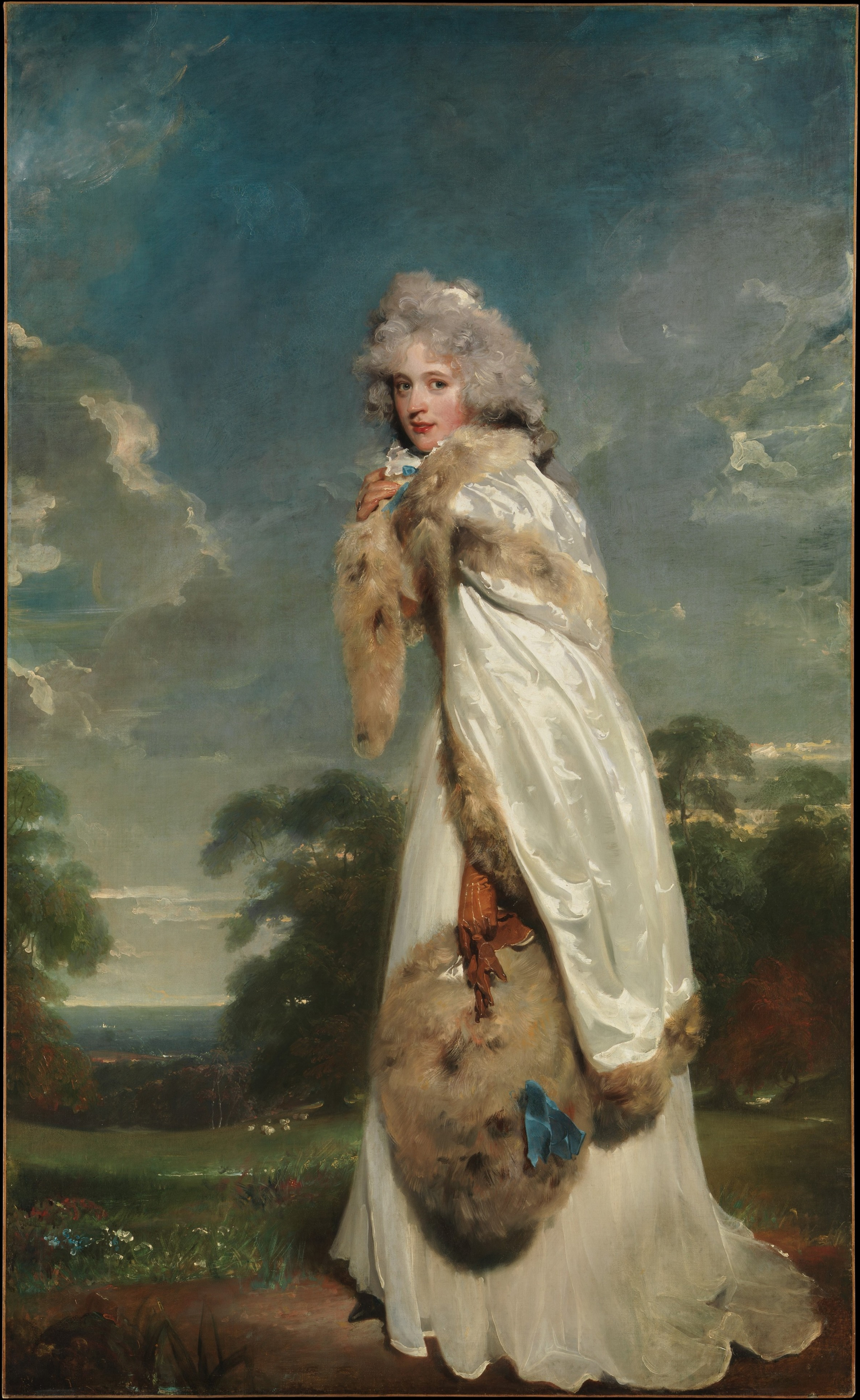
Retrato de Elizabeth Farren, condesa de Derby (antes de 1791).

En 1789 Lawrence obtuvo un gran reconocimiento por su retrato de la actriz Miss Farren (1789, Museo Metropolitano de Arte). Comenzó a ser muy solicitado y en el año 1792 sucedió a sir Joshua Reynolds como el pintor principal de Jorge III, que le concedió el título de sir en el año 1815. Será nombrado miembro de la Royal Academy en 1794, y desde 1820 hasta 1830 será presidente de dicha institución.
Su obra en conjunto parte de Reynolds pero da un paso más hacia el romanticismo (debió soportar injustamente constantes críticas que comparaban su pintura con la de Reynolds de manera despectiva, desigual). El caso de Lawrence es bastante contradictorio porque tuvo una carrera meteórica, muy brillante, pero constantemente obligado a dar la cara por su pintura. En su momento no fue entendido. 
Artista de gran estilo y dominio técnico, se anticipó a la pintura romántica con la vitalidad, el rico colorido y las siluetas dramáticas de sus obras. 
Aunque de calidad desigual, su obra artística, en su mejor momento, se caracterizó por un gusto y una elegancia que confirieron distinción a los retratos de sus modelos. 
Entre sus cuadros destacan: Retrato de Jorge IV de Inglaterra (1816, Pinacoteca Vaticana), La señora Peel (1827, Colección Frick de Nueva York), El papa Pío VII y el archiduque Carlos de Austria (Cámara Waterloo, Castillo de Windsor, Royal Collection), John Fane, X conde de Westmoreland, Dama de la familia Storer y Miss Marthe Carr, los tres en el Museo del Prado, Madrid.
Lawrence fue uno de los primeros pintores ingleses en alcanzar un renombrado éxito en Europa. Junto a Reynolds y Thomas Gainsborough, representa la cumbre de la pintura retratista inglesa.